# Hueb (Bad Grönenbach)
Hueb ist ein Ortsteil des Kneippheilbades Bad Grönenbach im Landkreis Unterallgäu in Bayern.

## Geografie

### Topographie
Der Weiler liegt rund drei Kilometer südöstlich von Bad Grönenbach auf einer Höhe von 720 m ü. NN. Die Landkreisgrenze zwischen Unterallgäu und Oberallgäu verläuft unmittelbar südlich des Weilers. Hueb grenzt im Norden an den Weiler Kornhofen und im Uhrzeigersinn weiter an Seefeld, sowie im Landkreis Oberallgäu an Kraiberg, Heusteig und im Landkreis Unterallgäu an Gmeinschwenden und das Dorf Herbisried.

### Geologie
Hueb liegt auf einer Jungmoräne mit Endmoränenzügen der Würmeiszeit des Pleistozäns. Der Untergrund enthält zum Teil Vorstoßschotter und Kies, sowie Sand, Ton und Schluff. Südlich von Hueb, ungefähr zwischen der Kreisstraße MN 24 und Gmeinschwenden besteht der Untergrund aus würmzeitlichen bis holozänen Seeablagerungen mit Ton, Schluff, Mergel, Kalkschluff (Seekreide) und Sand.

## Geschichte
Hueb wurde 1681 erstmals genannt. 1700 wurde im Weiler eine Winkelschule eingerichtet. Ab 1815 bestimmte das königlich-bayerische General-Kommissariat jedoch, dass es nur noch in Bad Grönenbach, Ittelsburg und Gmeinschwenden eine Schule geben sollte.